# Gonzaga di Novellara e Bagnolo

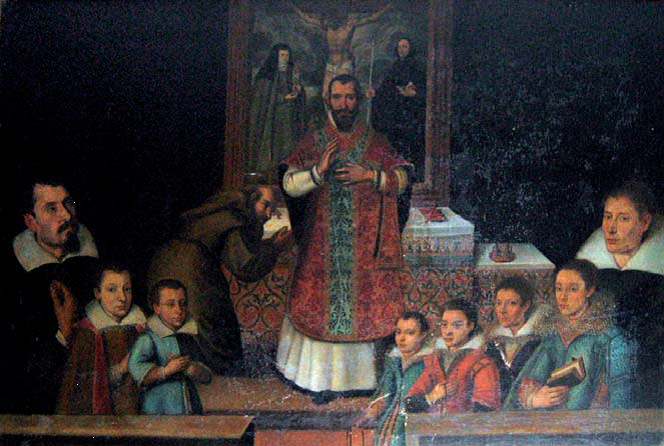
Ritratto di famiglia Gonzaga Novellara durante una celebrazione del vescovo

La linea dei Gonzaga di Novellara e Bagnolo è stata un ramo cadetto della dinastia dei Gonzaga che ha governato la Signoria di Novellara (poi Contea dal 1501) dal 1371 fino al 1729. È stata la più antica e duratura tra le signorie gonzaghesche, dopo quella di Castiglione, estinta nel 1819.

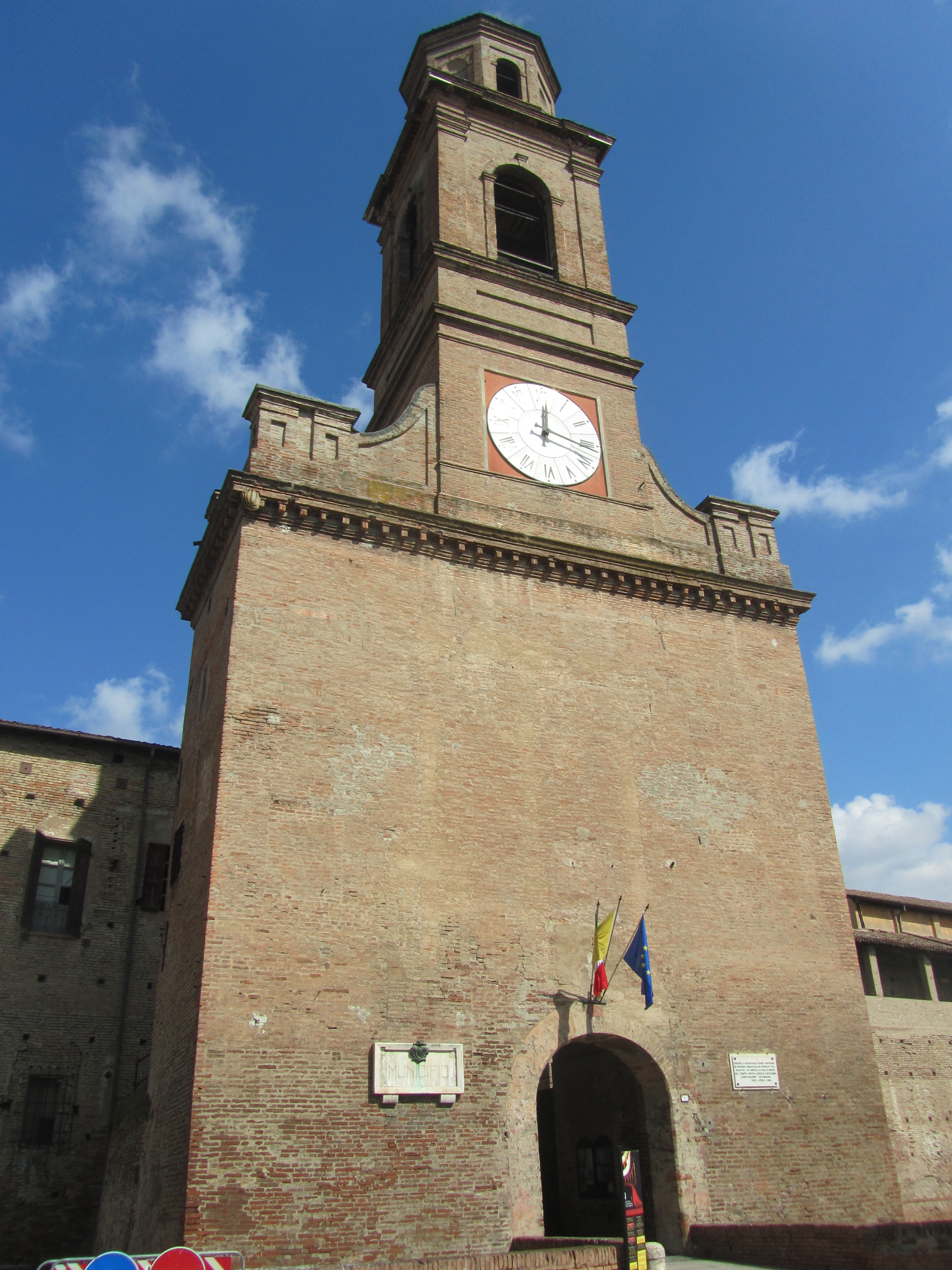
Novellara, la Rocca.

I feudi di Novellara e Bagnolo facevano parte dei possedimenti della famiglia milanese dei Visconti.
Nel 1351 il figlio più giovane di Luigi Gonzaga signore di Mantova, Feltrino, insieme ai suoi fratelli Filippino e Guido, furono in carica a Reggio Emilia, dove il padre Luigi era podestà dal 1336.
Nel 1356 l'esercito milanese cercò di impossessarsi della città ma fu sconfitto da Feltrino che ne era il difensore. Nel 1371 Guido e Feltrino decisero di vendere la roccaforte di Reggio ai Visconti contro la somma di 5.000 ducati eccetto le roccaforti di Novellara e di Bagnolo. Feltrino diventa signore di Novellara e Bagnolo, mentre Guido di Mantova continuò la tradizione di capitano del popolo di Mantova.
Il fratello Corrado, nato dal secondo matrimonio del padre, sarà il fondatore della linea cadetta dei Gonzaga di Palazzolo.
Nel 1425 il marchese Niccolò III d'Este investì Giacomo Gonzaga della gestione del canale dell'acqua Novellara (Canale delle Acque di Novellara), del paese di San Tommaso e parte di Santa Maria e San Giovanni nel reggiano e nel 1471 Borso d'Este, divenuto duca di Modena, assegnò a Francesco I Gonzaga questi possedimenti, che saranno quindi collegati alla signoria di Novellara.
Nel 1510 il papa confiscò la signoria di Bagnolo ai quattro fratelli Cristoforo, Giacomo, Marcantonio e Guido II, affidandola al conte Giampietro Gonzaga.
Guido, l'ultimo superstite di quattro fratelli che erano anche consignori di Vescovato, vendette il feudo di Vescovato al marchese di Mantova Federico I, che passerà a suo figlio Giovanni, fondatore della linea di Vescovato.
La linea dei conti regnanti si arrestò nel 1728 con la morte di Filippo Alfonso Gonzaga. Il feudo fu allora confiscato dall'imperatore Carlo VI, ma rimase provvisoriamente in amministrazione alla sorella del defunto, Ricciarda Gonzaga, fino al 1737, quando, a dispetto delle ambizioni di successione nutrite dalla nobildonna, ne fu invece investito il duca di Modena Rinaldo d'Este. Tuttavia, nei capitoli di matrimonio tra la figlia di Ricciarda, Maria Teresa Cybo-Malaspina, duchessa di Massa e Carrara, e il nipote e futuro erede di Rinaldo, Ercole III, Ricciarda riuscì a farsi riconoscere dagli Este il pieno governo della contea vita natural durante, «così che al cedente non restasse che il diritto di sovranità, di cui non può spogliarsi».
Dal ramo di Novellara trassero origine i Catalano Gonzaga, famiglia storica originaria della Calabria Citeriore. Andrea Catalano sposò il 16 aprile 1666 Diana Gonzaga, figlia di Giuseppe Gonzaga e di Ottavia Ricci, ultima discendente di Carlo Gonzaga (?-1484), figlio naturale di Francesco I Gonzaga-Novellara.

## Esponenti principali

### Signori di Novellara e Bagnolo
La signoria, creata nel 1371 da Feltrino Gonzaga, fu inizialmente titolata con riferimento sia a Novellara che a Bagnolo. I conflitti di successione, determinati dal fatto che non si applicava ancora il diritto di primogenitura, portarono però, per alcuni periodi, alla scissione della signoria tra i due capoluoghi.
Dal 1399, con Giacomo Gonzaga, al 1519 i signori di Novellara e di Bagnolo governarono anche il feudo di Vescovato, fino a quando non fu acquistato da Giovanni Gonzaga.
| Durata in carica                                   | Nominativo                                                                | Nascita e morte                                 |
| 1371-1374                                          | Feltrino                                                                  | (1330-1374)                                     |
| 1374-1399                                          | Guido                                                                     | (?-1399)                                        |
| Signori solo di Bagnolo                            |                                                                           |                                                 |
| 1399-1424                                          | Feltrino II                                                               | (?-1424)                                        |
| 1424-1456                                          | Guido (di Bagnolo)                                                        | (?-1456)                                        |
| Signori solo di Novellara                          |                                                                           |                                                 |
| 1399-1441                                          | Giacomo                                                                   | (?-1441)                                        |
| Signori di Novellara e (dal 1456) anche di Bagnolo |                                                                           |                                                 |
| 1441-1484 1441-1455 1441-1487                      | Francesco I Giampietro (I) Giorgio                                        | (~1420-1484) (?-1455) (1410-1487)               |
| 1484-1501 1487-1501                                | Giampietro (II) Cristoforo Giacomo Protonotario Marcantonio Guido Novello | (1469-1515) (?-?) (?-1503) (?-1509) (?-1519 ca) |
| Signori solo di Bagnolo                            |                                                                           |                                                 |
| 1501-1509                                          | Cristoforo Marcantonio Guido Novello                                      | (?-?) (?-1509) (?-1519 ca)                      |

### Conti di Novellara e (dal 1510) di Bagnolo
| Durata in carica                     | Nominativo                                        | Nascita e morte                                 |
| 1501-1515                            | Giampietro (II)                                   | (1469-1515)                                     |
| 1515-1530 1515-1528 1515-1550 1515-? | Alessandro I Pirro Giulio Cesare Annibale Gonzaga | (1496-1530) (1499-1528) (1505-1550) (1507-1537) |
| 1530-1577 1530-1595 1530-1589        | Francesco II Camillo Alfonso I                    | (1519-1577) (1521-1595) (1529-1589)             |
| 1595-1640                            | Camillo II (primo periodo)                        | (1581-1650)                                     |
| 1640-1644                            | Alessandro III                                    | (?-1644)                                        |
| 1644-1650                            | Camillo II (secondo periodo)                      | (1581-1650)                                     |
| 1650-1678                            | Alfonso II                                        | (1616-1678)                                     |
| 1678-1727                            | Camillo III                                       | (1649-1727)                                     |
| 1727-1728                            | Filippo Alfonso                                   | (1702-1728)                                     |

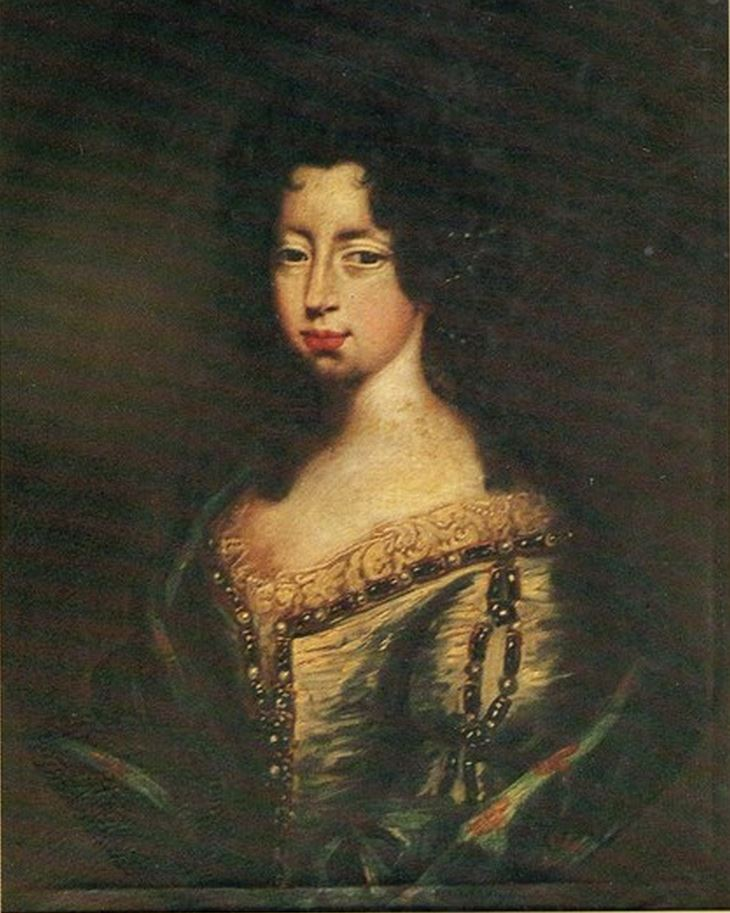
Isabella Gonzaga di Novellara

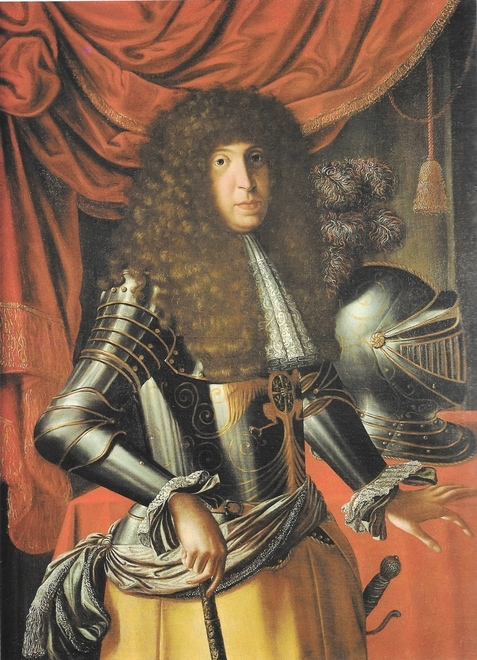
Ritratto di Camilo II Gonzaga

Nel 1728: estinzione della dinastia. La contea fu confiscata dalla Camera aulica imperiale e l'imperatore Carlo VI la assegnò, nel 1737, al duca di Modena Rinaldo I d'Este, anche se essa continuò ad essere governata, fino alla sua morte, dall'ultima erede dei Gonzaga, Ricciarda, peraltro privata delle prerogative di sovranità.

### Signore di Cortenuova
| 1374-1399 | Guido | (?-1399) |

### Conti di Thiene
|  | Guglielmo Gonzaga di Feltrino | (?-1356) |

Ramo estinto nel XVII secolo.

## Albero genealogico
```
Feltrino Gonzaga
 (NC-1374), signore di Novellara e Bozzolo
x1 Antonia da Correggio, figlia di Guido IV, signore di Parma e di Correggio
│                           e di Guidaccia della Palù
├─>Guido di Novellara (NC-1399), signore di Novellara e Bozzolo, signore di Cortenuova
│  x Ginevra Malatesta, figlia nat. d Malatesta "Antico" ["Guastafamiglia"]
│  │
│  ├─>Giacomo di Novellara (NC-1441), signore di Novellara e di Cortenuova, signore di  Vescovato,
│  │                     regolatore del canale di Novellara e dei borghi di San Tommaso, Santa Maria
│  │                     e San Giovanni
│  │  x Ippolita Pio, figlia di Marco I, signore di Carpi e di Taddea de' Roberti
│  │  │
│  │  ├─>Francesco I di Novellara (ca 1420-1484), consignore di Novellara e Cortenuova, consignore di Vescovato,
│  │  │                              regolatore del canale di Novellara, di San Tommaso, Santa Maria
│  │  │                              e San Giovanni
│  │  │  x 1468 Costanza, figlia di Nicola Strozzi e della comtesse Gioccoli
│  │  │  │
│  │  │  ├─>Giampiero I di Novellara (1469-1515), signore di Novellara e Cortenuova, signore  del canale
│  │  │  │                              di Novellara e di San Tommaso, Santa Maria e San Giovanni,
│  │  │  │                              1º conte di Novellara nel 
1501
, signore di Bagnolo nel 
1510

│  │  │  │  x Caterina Torelli, figlia di Cristoforo I, conte di Montechiarugolo
│  │  │  │  │                      e di Taddea Pio di Carpi
│  │  │  │  │
│  │  │  │  ├─>Alessandro I di Novellara (NC-1530), 2º conte di Novellara e Cortenuova, conte di Bagnolo nel 
1515
,
│  │  │  │  │                          signore del canale di Novellara e di San Tommaso, Santa Maria
│  │  │  │  │                          e San Giovanni
│  │  │  │  │  x 1518 Costanza, figlia di Giberto VII, conte di Correggio
│  │  │  │  │  │                   e di Violante Pico della Mirandola
│  │  │  │  │  │
│  │  │  │  │  ├─>Francesco II di Novellara (1519-1577), 3º conte di Novellara e Cortenuova, conte di Bagnolo,
│  │  │  │  │  │                           signore del canale di Novellara e di San Tommaso, Santa
│  │  │  │  │  │                           Maria e San Giovanni
│  │  │  │  │  │  x 1549 Olimpia, figlia di Manfredo II, conte de Correggio
│  │  │  │  │  │  │                  e di Lucrezia d'Este di San Martino in Rio
│  │  │  │  │  │  │
│  │  │  │  │  │  ├─>Alessandro (NC-1555) (SDC)
│  │  │  │  │  │  │
│  │  │  │  │  │  └─>Costanza (NC-1551) (SDC)
│  │  │  │  │  │  . 
│  │  │  │  │  │  x Barbara Magnani
│  │  │  │  │  │  │
│  │  │  │  │  │  ├─>Claudio (NC-1589), figlio naturale pretendente al trono di Novellara (SDC)
│  │  │  │  │  │  . 
│  │  │  │  │  │  x Fulvia di Rammis
│  │  │  │  │  │  │
│  │  │  │  │  │  └─>Fulvia (NC), figlia naturale
│  │  │  │  │  │     x Giacomo Antonio Valperga di Rivara, governatore di Casale
│  │  │  │  │  │
│  │  │  │  │  ├─>Camillo I di Novellara (1521-1595), 4º conte di Novellara e Cortenuova, conte di Bagnolo,
│  │  │  │  │  │                          signore del canale di Novellara e di San Tommaso, Santa
│  │  │  │  │  │                          Maria e San Giovanni
│  │  │  │  │  │  x 1555 Barbara Borromeo, figlia di Camillo, conte di Arona
│  │  │  │  │  │                              e di Corona Cavazzi della Somaglia
│  │  │  │  │  │
│  │  │  │  │  ├─>Scipione (NC), morto giovane (SD)
│  │  │  │  │  │
│  │  │  │  │  ├─>Alessandra (NC), monaca a Correggio (SD)
│  │  │  │  │  │
│  │  │  │  │  └─>Alfonso (1529-1589), cameriere privato di papa Giulio III
│  │  │  │  │     x 1567 Vittoria di Capua, figlia di Giovanni Tommaso, marchese di Torre di Francolise
│  │  │  │  │     │                   e di Faustina Colonna di Zagarolo
│  │  │  │  │     │
│  │  │  │  │     ├─>Alessandro (NC-1569) (SD)
│  │  │  │  │     │
│  │  │  │  │     ├─>Camillo (NC), morto giovane (SD)
│  │  │  │  │     │
│  │  │  │  │     ├─>Porzia (NC), morta giovane (SD)
│  │  │  │  │     │
│  │  │  │  │     ├─>Faustina (NC), monaca a Milano (SD)
│  │  │  │  │     │
│  │  │  │  │     ├─>Vittoria (NC)
│  │  │  │  │     │  x Alfonso Pallavicino, marchese di Polesine
│  │  │  │  │     │
│  │  │  │  │     ├─>Barbara (NC)
│  │  │  │  │     │  x Teofilo Calcagnini, marchese di Fusignano, barone di Alfonsine
│  │  │  │  │     │
│  │  │  │  │     ├─>Settimia (NC), morta giovane (SD)
│  │  │  │  │     │
│  │  │  │  │     ├─>Isabella di Novellara (1576-1627)
│  │  │  │  │     │  x1 Ferrante di Gazzuolo (1555-1605), (vedi Casa Gonzaga, linea di Sabbioneta e Bozzolo)
│  │  │  │  │     │  x2 1617 Vincenzo II, duca di Mantova e di Monferrato
│  │  │  │  │     │          (matrimonio illegittimo seguito da separazione)
│  │  │  │  │     │
│  │  │  │  │     ├─>Costanza>
│  │  │  │  │     │  x 1595 Don 
Asdrubale Mattei
, marchese de Giove
│  │  │  │  │     │  │
│  │  │  │  │     │  └─>la loro figlia Maria sposerà Scipione I, principe di Bozzolo e duca  di Sabbioneta
│  │  │  │  │     │     (Vedi Casa Gonzaga, linea di Sabbioneta e Bozzolo)
│  │  │  │  │     │
│  │  │  │  │     ├─>Camillo II di Novellara (1581-1650), 5º conte di Novellara e Cortenuova, conte di Bagnolo,
│  │  │  │  │     │                          signore de canale di Novellara e di San Tommaso, Santa
│  │  │  │  │     │                          Maria e San Giovanni
│  │  │  │  │     │                          abdicò nel 1640, riprese il potere nel 1644
│  │  │  │  │     │  x 1605 Donna Caterina d'Avalos d'Aquino d'Aragona,
│  │  │  │  │     │  │                     figlia di Don 
Alfonso Felice, principe di Francavilla

│  │  │  │  │     │  │                        e di 
Lavinia della Rovere
 di Urbino
│  │  │  │  │     │  │
│  │  │  │  │     │  ├─>Lavinia Tecla (1607-1639)
│  │  │  │  │     │  │  x1 1628 Wratislaw I, conte di Furstenberg
│  │  │  │  │     │  │  x2 1635 Ottone Federico, conte di Harrach su Rohrau
│  │  │  │  │     │  │
│  │  │  │  │     │  ├─>Vittoria Egidia (NC-1627) (SD)
│  │  │  │  │     │  │
│  │  │  │  │     │  ├─>Alfonso (NC-1611) (SD)
│  │  │  │  │     │  │
│  │  │  │  │     │  ├─>Giulio Cesare (NC-1611) (SD)
│  │  │  │  │     │  │
│  │  │  │  │     │  ├─>Alessandro II di Novellara (1611-1644), 6º conte di Novellara e Cortenuova, conte di Bagnolo,
│  │  │  │  │     │  │                            signore de canale di Novellara e di San Tommaso,
│  │  │  │  │     │  │                            Santa Maria e San Giovanni
│  │  │  │  │     │  │  x Anna Bevilacqua, figlia del conte Ernesto, marchese di Bismantova
│  │  │  │  │     │  │  │                     e di Felicia Sassatelli
│  │  │  │  │     │  │  │
│  │  │  │  │     │  │  └─>Bianca (NC-1648), monaca a Mantova (SD)
│  │  │  │  │     │  │
│  │  │  │  │     │  ├─>Giampietro (NC-1630) (SD)
│  │  │  │  │     │  │
│  │  │  │  │     │  ├─>Faustina (NC), monaca a Pesaro (SD)
│  │  │  │  │     │  │
│  │  │  │  │     │  ├─>Alfonso di Novellara (1616-1678), 7º conte di Novellara e Cortenuova, conte di Bagnolo,
│  │  │  │  │     │  │                        signore del canale di Novellara e di San Tommaso,
│  │  │  │  │     │  │                        Santa Maria et San Giovanni
│  │  │  │  │     │  │  x 1648 Principessa Ricciarda Cybo Malaspina, figlia del Principe Carlo I di Massa
│  │  │  │  │     │  │  │                                             e di Brigida Spinola  di Calice
│  │  │  │  │     │  │  │
│  │  │  │  │     │  │  ├─>Camillo III di Novellara (1649-1727), 8º conte di Novellara e Cortenuova,
│  │  │  │  │     │  │  │                           conte di Bagnolo, signore del canale di Novellara
│  │  │  │  │     │  │  │                           e di San Tommaso, Santa Maria e San Giovanni
│  │  │  │  │     │  │  │  x 1695-1714 Principessa Matilde d'Este,
│  │  │  │  │     │  │  │  │           figlia di Sigismondo IV, marchese di San Martino in Rio e Lanzo
│  │  │  │  │     │  │  │  │              e di Teresa Maria Grimaldi di Monaco
│  │  │  │  │     │  │  │  │
│  │  │  │  │     │  │  │  ├─>Ricciarda (1697-1698) (SD)
│  │  │  │  │     │  │  │  │
│  │  │  │  │     │  │  │  ├─>Ricciarda (1698-1768)
│  │  │  │  │     │  │  │  │  x 1715 Principe Don Alderano I, duca di Massa e Principe di Carrara
│  │  │  │  │     │  │  │  │
│  │  │  │  │     │  │  │  └─>Filippo Alfonso di Novellara, 9º conte di Novellara e Cortenuova,
│  │  │  │  │     │  │  │  .                                 conte di Bagnolo, signore del canale di
│  │  │  │  │     │  │  │  .                                 Novellara e di San Tommaso, Santa
│  │  │  │  │     │  │  │  .                                 Maria et San Giovanni (SD)
│  │  │  │  │     │  │  │  .  x 1728 Eleonora, figlia del marchese Nicola Tanara
│  │  │  │  │     │  │  │  .
│  │  │  │  │     │  │  │  x Orsola Manari Pio, fuori matrimonio
│  │  │  │  │     │  │  │  │
│  │  │  │  │     │  │  │  └─>Alfonso (NC), figlio naturale legittimato
│  │  │  │  │     │  │  │     x Marianna Michelina Bargnani (1678-1750)
│  │  │  │  │     │  │  │     │
│  │  │  │  │     │  │  │     ├─>Vittoria (NC)
│  │  │  │  │     │  │  │     │  x Comte Mattioli
│  │  │  │  │     │  │  │     │
│  │  │  │  │     │  │  │     ├─>Camillo (NC)
│  │  │  │  │     │  │  │     │  x Teresa Bernaroli
│  │  │  │  │     │  │  │     │  │
│  │  │  │  │     │  │  │     │  ├─>Annibale (NC), monaco benedettino nel 1776 (SD)
│  │  │  │  │     │  │  │     │  │
│  │  │  │  │     │  │  │     │  ├─>Luigi (NC-1827) (SDC)
│  │  │  │  │     │  │  │     │  │  x Maria Melegari
│  │  │  │  │     │  │  │     │  │
│  │  │  │  │     │  │  │     │  └─>Alessandro (NC) (SDC)
│  │  │  │  │     │  │  │     │     x Giovanna Vecchi
│  │  │  │  │     │  │  │     │
│  │  │  │  │     │  │  │     ├─>Giulia (NC)
│  │  │  │  │     │  │  │     │  x Victor Siegfrieden
│  │  │  │  │     │  │  │     │
│  │  │  │  │     │  │  │     └─>Teresa (NC), monaca a Mantova (SD)
│  │  │  │  │     │  │  │
│  │  │  │  │     │  │  ├─>Carlo (NC), morto giovane (SD)
│  │  │  │  │     │  │  │
│  │  │  │  │     │  │  ├─>Caterina (1653-1723)
│  │  │  │  │     │  │  │  x 1661 Don Carlo Benedetto Giustiniani, Principe di Bassano
│  │  │  │  │     │  │  │
│  │  │  │  │     │  │  └─>Carlo (NC-1657) (SD)
│  │  │  │  │     │  │
│  │  │  │  │     │  └─>Giulio Cesare (1618-1676), governatore di Civitavecchia
│  │  │  │  │     │
│  │  │  │  │     ├─>Giulio Cesare (NC-1630) (SDC)
│  │  │  │  │     │
│  │  │  │  │     ├─>Alfonsina (1584-1647)
│  │  │  │  │     │  x 1602 Barone Giovanni Angelo Gaudenzo Madruzzo, signore di Pergine
│  │  │  │  │     │
│  │  │  │  │     └─>Alfonso (1588-1649), arcivescovo di Rodi (SD)
│  │  │  │  │     .
│  │  │  │  │     x X, fuori matrimonio
│  │  │  │  │     │
│  │  │  │  │     ├─>Giulio Cesare (NC), figlio naturale, monaco nel 1581 (SD)
│  │  │  │  │     │
│  │  │  │  │     └─>Cornelia (NC-1612)
│  │  │  │  │        x1 (dote 1586) marchese Tommaso Maffei
│  │  │  │  │        x2 conte Camillo Seghizzi
│  │  │  │  │
│  │  │  │  ├─>Gianfrancesco (NC-1512), protonotario apostolico, consignore di Novellara
│  │  │  │  │
│  │  │  │  ├─>Pirro (ca 1498-1527), consignore di Novellara
│  │  │  │  │
│  │  │  │  ├─>Annibale (NC-1537), consignore di Novellara
│  │  │  │  │
│  │  │  │  ├─>Princivalle (NC)
│  │  │  │  │
│  │  │  │  ├─>Costanza (NC-1510)
│  │  │  │  │
│  │  │  │  ├─>Giulia (NC-1549)
│  │  │  │  │  x Conte Niccolò d'Arco
│  │  │  │  │
│  │  │  │  ├─>Isabella (NC)
│  │  │  │  │  x 1516 Camillo Pepoli, conte di Castiglione
│  │  │  │  │
│  │  │  │  ├─>Giulio Cesare (1506-1550), prelato e patriarca di Alessandria (Italia)
│  │  │  │  │
│  │  │  │  ├─>Camilla (NC)
│  │  │  │  │  x Conte Alessandro de Porto
│  │  │  │  │
│  │  │  │  └─>Eleonora
│  │  │  │     x 1532 Scipione I, conte di Collalto e San Salvatore
│  │  │  │
│  │  │  ├─>Lucrezia (NC)
│  │  │  │  x Conte Niccolò Gambara
│  │  │  │
│  │  │  ├─>Ippolita (NC)
│  │  │  │  x Prospero, conte de Montevecchio
│  │  │  │
│  │  │  ├─>Alessandra (NC)
│  │  │  │  x Ugolino Ulivi, conte di Piagnano e Piano di Mileto
│  │  │  │
│  │  │  └─>Luigia (NC)
│  │  │  .  x Giovanni Maria Scotti, conte di Vigoleno
│  │  │  .
│  │  │  x X
│  │  │  │
│  │  │  ├─>Carlo (NC-ap. 1497), figlio naturale
│  │  │  │  x Filippa, figlia di Ruggero Valentoni, barone di Cervicati
│  │  │  │  │
│  │  │  │  ├─>Domenico detto 
Minicuccio
 (NC)
│  │  │  │  │  x Sveva Frassia, figlia del barone di San Giorgio
│  │  │  │  │  │
│  │  │  │  │  ├─>Giovanni Girolamo (NC-1601), consigliere del duca Vincenzo I di Mantova e senatore
│  │  │  │  │  │  x1 Isabella di Hurtado, figlia del barone di Santa Caterina Pistoiesi
│  │  │  │  │  │  │
│  │  │  │  │  │  └─>Anna (NC), morta giovane (SD)
│  │  │  │  │  │  .
│  │  │  │  │  │  x2 Porzia Celidone, figlia del barone di Carossino
│  │  │  │  │  │  .
│  │  │  │  │  │  x3 Anna, figlia di don Rodrigo di Ribera
│  │  │  │  │  │
│  │  │  │  │  ├─>Giovanni Maria (NC)
│  │  │  │  │  │  x ca 1536 Petruzza Santacroce
│  │  │  │  │  │  │
│  │  │  │  │  │  └─>Sertorio (NC)
│  │  │  │  │  │     x ap. 1571 Beatrice Amodei
│  │  │  │  │  │     │
│  │  │  │  │  │     └─>Andrea (NC-1640), barone di Joggi
│  │  │  │  │  │        x Diana, figlia di Marcello Campolongo e di Vincenza Mattei
│  │  │  │  │  │        │
│  │  │  │  │  │        ├─>Gian Girolamo (1611 - ?)
│  │  │  │  │  │        │  x X
│  │  │  │  │  │        │  │
│  │  │  │  │  │        │  ├─>Cecilia (NC)
│  │  │  │  │  │        │  │  x Domenico Salituri, barone dei Firmo
│  │  │  │  │  │        │  │
│  │  │  │  │  │        │  └─>Ippolita (NC)
│  │  │  │  │  │        │     x Vincenzo Bruno
│  │  │  │  │  │        │
│  │  │  │  │  │        └─>Giuseppe (1614 - ?)
│  │  │  │  │  │           x1 Lucrezia Sacchini
│  │  │  │  │  │           │
│  │  │  │  │  │           └─>Domenico (NC)
│  │  │  │  │  │           .
│  │  │  │  │  │           x2 Ottavia Ricci
│  │  │  │  │  │           │
│  │  │  │  │  │           ├─>Ignazio (NC)
│  │  │  │  │  │           │  x X
│  │  │  │  │  │           │  │
│  │  │  │  │  │           │  └─>Saveria (NC)
│  │  │  │  │  │           │     x Alimena
│  │  │  │  │  │           │
│  │  │  │  │  │           └─>Diana (NC)
│  │  │  │  │  │              x Andrea, figlia del barone Catalano
│  │  │  │  │  │
│  │  │  │  │  ├─>Pietrantonio
│  │  │  │  │  │  x Giulia Casella, figlia del conte Girolamo e di Maria Perez
│  │  │  │  │  │  │
│  │  │  │  │  │  ├─>Giovanni Niccolò (NC-1610), archidiacra e dottore in legge (SDC)
│  │  │  │  │  │  │
│  │  │  │  │  │  ├─>Fabrizio (NC-ap. 1612)
│  │  │  │  │  │  │  x1 Alessandra Celidone di Tarante
│  │  │  │  │  │  │  │
│  │  │  │  │  │  │  └─>Francesco (NC), morto giovane (SD)
│  │  │  │  │  │  │  .
│  │  │  │  │  │  │  x2 Eleonora, figlia di don Rodrigo di Ribera
│  │  │  │  │  │  │  │
│  │  │  │  │  │  │  └─>Giulia (NC-ca 1680)
│  │  │  │  │  │  │     x1 Francesco d'Ocampo
│  │  │  │  │  │  │     x2 Benedetto Spinola
│  │  │  │  │  │  │
│  │  │  │  │  │  └─>Laura (NC)
│  │  │  │  │  │
│  │  │  │  │  ├─>Anton Baranco (NC) (SDC)
│  │  │  │  │  │
│  │  │  │  │  ├─>Andreasio (NC-ap.1603) (SDC)
│  │  │  │  │  │
│  │  │  │  │  ├─>Aurelio (NC), signore di Rajolongo
│  │  │  │  │  │  x X
│  │  │  │  │  │  │
│  │  │  │  │  │  ├─>Cesare (NC-1581)
│  │  │  │  │  │  │  x Vincenza Mattei, nipote dal cardinale 
Girolamo Mattei

│  │  │  │  │  │  │  │
│  │  │  │  │  │  │  ├─>Aurelio (NC) (SDC)
│  │  │  │  │  │  │  │
│  │  │  │  │  │  │  └─>Vincenza (NC)
│  │  │  │  │  │  │    x Filippo Majorana
│  │  │  │  │  │  │
│  │  │  │  │  │  └─>Antonio (NC) (SDC)
│  │  │  │  │  │
│  │  │  │  │  ├─>Giorgio (NC)
│  │  │  │  │  │  x X
│  │  │  │  │  │  │
│  │  │  │  │  │  └─>Lancillotto (NC) (SDC)
│  │  │  │  │  │
│  │  │  │  │  ├─>Cecilia (NC)
│  │  │  │  │  │
│  │  │  │  │  ├─>Laudomia (NC)
│  │  │  │  │  │
│  │  │  │  │  └─>Ippolita (NC)
│  │  │  │  │
│  │  │  │  ├─>Lancellotto (NC)
│  │  │  │  │  x X, napoletana
│  │  │  │  │  │
│  │  │  │  │  └─>Ascanio (NC)
│  │  │  │  │     x X
│  │  │  │  │     │
│  │  │  │  │     └─>Cola (NC)
│  │  │  │  │        x X
│  │  │  │  │        │
│  │  │  │  │        ├─>Francesco Antonio (NC) (SDC)
│  │  │  │  │        │
│  │  │  │  │        └─>Vincenzo (NC) (SDC)
│  │  │  │  │
│  │  │  │  └─>Francesco (NC)
│  │  │  │
│  │  │  ├─>Agostino (NC-ap.1503)
│  │  │  │  x Lucrezia Canossa
│  │  │  │  │
│  │  │  │  ├─>Ercole (NC-1536)
│  │  │  │  │  x 1522 Maddalena, figlia di Pietro Maria Torelli, conte del vicariato di Settimo 
│  │  │  │  │
│  │  │  │  └─>Lucrezia (NC)
│  │  │  │
│  │  │  └─>Galeazzo (NC-ap.1503)
│  │  │     x X
│  │  │     │
│  │  │     └─>Francesco (NC), pretore di Novellara nel 1523
│  │  │        │
│  │  │        └─>Ramo detto dei 
Gonzaghini
, estinto alla fine del XIV secolo (Troilo)
│  │  │
│  │  ├─>Giorgio di Bagnolo (NC-1487), signore di Bagnolo, consignore di Novellara e di Vescovato
│  │  │  x Alda Torelli, figlia di Cristoforo, conte di Montechiarugolo e di Taddea Pio di Carpi
│  │  │  │
│  │  │  ├─>Cristoforo di Bagnolo (NC), consignore di Bagnolo e di Vescovato
│  │  │  │  x Paola, figlia di Guido Schianteschi, conte di Montedoglio
│  │  │  │  │
│  │  │  │  ├─>Princivalle (NC), conte di Montedoglio
│  │  │  │  │  x X
│  │  │  │  │  │
│  │  │  │  │  └─>Cristoforo (NC), conte di Montedoglio
│  │  │  │  │     x Latina Ubaldini
│  │  │  │  │     │
│  │  │  │  │     ├─>Francesco (NC), conte di Montedoglio
│  │  │  │  │     │  x Camilla, figlia de Diomede Cecchini
│  │  │  │  │     │  │
│  │  │  │  │     │  ├─>Giovanna (1611-NC)
│  │  │  │  │     │  │  x Scipione Piccolomini
│  │  │  │  │     │  │
│  │  │  │  │     │  ├─>Laura (*1614-NC) (SDC)
│  │  │  │  │     │  │
│  │  │  │  │     │  ├─>Virginia (1615-NC), monaca a Siena (SD)
│  │  │  │  │     │  │
│  │  │  │  │     │  └─>Cristoforo (1616-NC) (SDC)
│  │  │  │  │     │
│  │  │  │  │     └─>Giambattista (NC) (SDC)
│  │  │  │  │
│  │  │  │  ├─>Gianfrancesco (NC)
│  │  │  │  │  x X
│  │  │  │  │  │
│  │  │  │  │  └─>Alessandro (NC-ap.1554) (SDC)
│  │  │  │  │
│  │  │  │  └─>Giacomo (NC) (SDC)
│  │  │  │
│  │  │  ├─>Giacomo di Bagnolo (NC), consignore di Bagnolo e di Vescovato, protonotario apostolico (SDC)
│  │  │  │
│  │  │  ├─>Marcantonio di Bagnolo (NC-ap.1509), consignore di Bagnolo e di Vescovato
│  │  │  │  x X
│  │  │  │  │
│  │  │  │  ├─>Amorotto (NC-1556)
│  │  │  │  │  │
│  │  │  │  │  └─>Marcantonio (NC) (SDC)
│  │  │  │  │
│  │  │  │  ├─>Giacomo (NC) (SDC)
│  │  │  │  │
│  │  │  │  ├─>Margherita (NC)
│  │  │  │  │
│  │  │  │  ├─>Ippolita (NC)
│  │  │  │  │  x Girolamo Andreasi
│  │  │  │  │
│  │  │  │  └─>Luigi (NC) (SDC)
│  │  │  │
│  │  │  ├─>Guido II di Bagnolo (NC-ap.1510), consignore di Bagnolo e di Vescovato
│  │  │  │  x Laura, figlia de Ferdinando Martinengo
│  │  │  │  │
│  │  │  │  ├─>Giulio Cesare (NC)
│  │  │  │  │  x Barbara de Dovara
│  │  │  │  │  │
│  │  │  │  │  ├─>Francesco (NC) (SDC)
│  │  │  │  │  │
│  │  │  │  │  ├─>Federico (NC) (SDC)
│  │  │  │  │  │
│  │  │  │  │  ├─>Galeazzo (NC) (SDC)
│  │  │  │  │  │
│  │  │  │  │  └─>Carlo (NC) (SDC)
│  │  │  │  │
│  │  │  │  ├─>Annibale (NC-av.1519) 
│  │  │  │  │
│  │  │  │  ├─>Ascanio (NC) (SDC)
│  │  │  │  │
│  │  │  │  ├─>Ottaviano (NC) (SDC)
│  │  │  │  │
│  │  │  │  ├─>Ercole (NC) (SDC)
│  │  │  │  │
│  │  │  │  └─>Camillo (NC) (SDC)
│  │  │  │
│  │  │  ├─>Taddea
│  │  │  │  x 1479 Matteo Boiardo, conte di Scandiano
│  │  │  │
│  │  │  ├─>Caterina
│  │  │  │  x Girolamo Lion
│  │  │  │
│  │  │  ├─>Margherita
│  │  │  │  x Giovanni Battista Refrigerio
│  │  │  │
│  │  │  └─>Lucia
│  │  │     x Bernardino Sessi
│  │  │
│  │  ├─>Giampietro (NC-1455), consignore de Novellara, condottiere (SDC)
│  │  │
│  │  ├─>Ricciadonna
│  │  │  x Giacometto de' Cotti de Bagnacavallo
│  │  │
│  │  └─>Luigia
│  │     x Luigi Gonzaga
│  │
│  ├─>Feltrino di Bagnolo (NC-ca 1424), signore di Bagnolo
│  │  x Antonia Gonzague, figlia naturale di Gianfrancesco di Mantova
│  │  │                   cfr. Casa Gonzaga
│  │  │
│  │  ├─>Guido I di Bagnolo (NC-1456), signore di Bagnolo
│  │  │  x X
│  │  │  │
│  │  │  ├─>Cecilia (NC)
│  │  │  │  x 1460 Giovanni Malatesta
│  │  │  │
│  │  │  ├─>Caterina (NC)
│  │  │  │  x Benedetto Strozzi
│  │  │  │
│  │  │  └─>une fille (NC-ap.1431), monaca (SD)
│  │  │
│  │  ├─>Milano (NC) (SDC)
│  │  │
│  │  ├─>Margherita (NC-1471)
│  │  │  x Francesco Manfredi d'Albinea
│  │  │
│  │  └─>Paola (NC)
│  │     x Nicola Sessi, conte di Castelbaldo
│  │
│  ├─>Filippo (NC) (SDC)
│  │
│  └─>Caterina (NC-1438)
│     x 1388 Cecco III Ordelaffi, signore di Forlì
│
├─>Odoardo (NC), bandit (SDC)
│
├─>Guglielmo (NC)
│  x X
│  │
│  ├─>Francesco (NC) (SDC)
│  │
│  ├─>Filippino
│  │  x Margherita Pio di Carpi
│  │  │
│  │  ├─>Gianfrancesco (NC-ca 1488)
│  │  │  x Virginia Sanbonifacio
│  │  │  │
│  │  │  ├─>Gian Lodovico (NC-ca 1546), signore di Schivenoglia
│  │  │  │  x Giovanna, figlia del conte Leonardo Thiene
│  │  │  │  │
│  │  │  │  ├─>Gianfrancesco (NC-1564), signore di Schivenoglia
│  │  │  │  │  x Bianca Uberti
│  │  │  │  │  │
│  │  │  │  │  ├─>Alessandro (NC)
│  │  │  │  │  │  x X
│  │  │  │  │  │  │
│  │  │  │  │  │  ├─>Ferdinando (NC) (SDC)
│  │  │  │  │  │  │
│  │  │  │  │  │  ├─>Alessandro (NC) (SDC)
│  │  │  │  │  │  │
│  │  │  │  │  │  ├─>Giulio (NC)
│  │  │  │  │  │  │  x Camilla Lomellini
│  │  │  │  │  │  │  .
│  │  │  │  │  │  │  x Caterina Trisoli, fuori da matrimonio
│  │  │  │  │  │  │  │
│  │  │  │  │  │  │  ├─>Annibale (NC), figlio naturale legittimato (SDC)
│  │  │  │  │  │  │  │
│  │  │  │  │  │  │  ├─>Alessandro (NC-1667), figlio naturale legittimato (SDC)
│  │  │  │  │  │  │  │
│  │  │  │  │  │  │  ├─>Veronica (NC), figlia naturale legittimata, monaca a Mantova (SD)
│  │  │  │  │  │  │  │
│  │  │  │  │  │  │  └─>Margherita (NC), figlia naturale legittimata, monaca a Mantova (SD) 
│  │  │  │  │  │  │
│  │  │  │  │  │  ├─>Bianca (NC), monaca di Santa Barbara (SD)
│  │  │  │  │  │  │
│  │  │  │  │  │  └─>Massimilla (NC-1648), monaca di Santa Barbara (SD)
│  │  │  │  │  │  .
│  │  │  │  │  │  x X, hors mariage
│  │  │  │  │  │  │
│  │  │  │  │  │  ├─>Enea (NC), figlia naturale (SDC)
│  │  │  │  │  │  │
│  │  │  │  │  │  └─>Filippo (NC), figlio naturale (SDC)
│  │  │  │  │  │
│  │  │  │  │  ├─>Ippolito (NC), marchese di San Polo (dal 1591 al 1603), conte di Castagnola nel 1606
│  │  │  │  │  │  x Caterina della Torre
│  │  │  │  │  │  │
│  │  │  │  │  │  ├─>Gianfrancesco (NC-1630), conte di Castagnola
│  │  │  │  │  │  │  x Luigia Pico, figlia di Luigi di Concordia e Mirandola e di Eleonora Villa 
│  │  │  │  │  │  │  │
│  │  │  │  │  │  │  ├─>Gian Luigi (NC), conte Castagnola
│  │  │  │  │  │  │  │
│  │  │  │  │  │  │  ├─>Ippolito (NC) (SDC)
│  │  │  │  │  │  │  │
│  │  │  │  │  │  │  └─>Ottavia (NC-1681)
│  │  │  │  │  │  │     x1 Giovanni Battista, conte d'Arco
│  │  │  │  │  │  │     x2 1632 marchese Fortunato Rangoni, conte di Castelcrescente
│  │  │  │  │  │  │
│  │  │  │  │  │  └─>Tarsia (NC-1647)
│  │  │  │  │  │     x Jacopino Rangoni, conte di Castelcrescente
│  │  │  │  │  │
│  │  │  │  │  ├─>Annibale (NC), governatore di Montferrat per il duca Vincenzo I di Mantova
│  │  │  │  │  │  │
│  │  │  │  │  │  └─>Alessandro (NC) (SDC)
│  │  │  │  │  │
│  │  │  │  │  ├─>GiovanFrancesco (NC), signore di Campitello
│  │  │  │  │  │  x 1584 Veronika von Villanders, figlia naturale di Ferdinand I d'Asburgo
│  │  │  │  │  │                                               et di Anna von Obritschau 
│  │  │  │  │  │
│  │  │  │  │  ├─>Giulio (NC) (SDC)
│  │  │  │  │  │
│  │  │  │  │  ├─>Uberto (NC) (SDC)
│  │  │  │  │  │
│  │  │  │  │  ├─>Francesca (NC-1572)
│  │  │  │  │  │  x Silvio Gonzaga di Mantova (cfr. Casa Gonzaga di Palazzolo)
│  │  │  │  │  │
│  │  │  │  │  ├─>Lucrezia (NC)
│  │  │  │  │  │  x1 Conte Giovanni Agnelli
│  │  │  │  │  │  x2 Conte Palatino Girolamo Roverella
│  │  │  │  │  │
│  │  │  │  │  ├─>Laura (NC)
│  │  │  │  │  │  x1 Comte Amorotto
│  │  │  │  │  │  x2 Giovanni Andreasi, conte di Treville
│  │  │  │  │  │
│  │  │  │  │  ├─>Anna (NC) (SDC)
│  │  │  │  │  │
│  │  │  │  │  ├─>Giulia (NC) (SDC)
│  │  │  │  │  │
│  │  │  │  │  ├─>Virginia (NC) (SDC)
│  │  │  │  │  │
│  │  │  │  │  └─>Elisabetta (NC) (SDC)
│  │  │  │  │  .
│  │  │  │  │  x X
│  │  │  │  │  │
│  │  │  │  │  └─>Alessandro (NC), figlio naturale (SDC)
│  │  │  │  │
│  │  │  │  ├─>Cesare (NC-1577)
│  │  │  │  │  x Vittoria, figlia del conte Bartolomeo Martinengo
│  │  │  │  │  │
│  │  │  │  │  ├─>Francesco (NC) (SDC)
│  │  │  │  │  │
│  │  │  │  │  ├─>Berenice (NC) (SDC)
│  │  │  │  │  │
│  │  │  │  │  ├─>Muzio (NC), comandante di San Giovanni (SDC)
│  │  │  │  │  │
│  │  │  │  │  ├─>Mario (NC-1618), paggio di Guglielmo di Mantova poi maggiordomo
│  │  │  │  │  │  x1 Murari
│  │  │  │  │  │  x2 Emilia Arrivabene
│  │  │  │  │  │  │
│  │  │  │  │  │  ├─>Laura (NC) (SDC)
│  │  │  │  │  │  │
│  │  │  │  │  │  ├─>Paolo Emilio (NC)
│  │  │  │  │  │  │  x X
│  │  │  │  │  │  │  │
│  │  │  │  │  │  │  └─>Caterina (NC) (SDC)
│  │  │  │  │  │  │
│  │  │  │  │  │  ├─>Anna (NC) (SDC)
│  │  │  │  │  │  │
│  │  │  │  │  │  ├─>Maddalena (NC) (SDC)
│  │  │  │  │  │  │
│  │  │  │  │  │  └─>Caterina (NC)
│  │  │  │  │  │     x Ludovico Francesco di Palozzolo, marchese di Palazzolo, (cfr. Gonzaga di Palazzolo)
│  │  │  │  │  │
│  │  │  │  │  ├─>Paolo Emilio (NC-1619), paggio alla corie imperiale (SDC)
│  │  │  │  │  │
│  │  │  │  │  ├─>Fabrizio (1542-1591), ambasciatore alla corte imperiale per Guiglielmo di Mantova
│  │  │  │  │  │  x Laura, figlia di Girolamo Guerrieri
│  │  │  │  │  │  │
│  │  │  │  │  │  ├─>Cesare (NC-1591)
│  │  │  │  │  │  │  x Lucia Pellegrini
│  │  │  │  │  │  │  │
│  │  │  │  │  │  │  ├─>Gianfrancesco (NC) (SDC)
│  │  │  │  │  │  │  │
│  │  │  │  │  │  │  └─>Anna Maria
│  │  │  │  │  │  │     x Marchese Giacomo Spolverini del Verme
│  │  │  │  │  │  │
│  │  │  │  │  │  ├─>Alessandro (NC) (SDC)
│  │  │  │  │  │  │
│  │  │  │  │  │  ├─>Giambattista (NC) (SDC)
│  │  │  │  │  │  │
│  │  │  │  │  │  ├─>Girolamo (NC) (SDC)
│  │  │  │  │  │  │
│  │  │  │  │  │  ├─>Lucia (NC) (SDC)
│  │  │  │  │  │  │
│  │  │  │  │  │  ├─>Ippolita (NC) (SDC)
│  │  │  │  │  │  │
│  │  │  │  │  │  └─>Vittoria (NC) (SDC)
│  │  │  │  │  │
│  │  │  │  │  ├─>Enea (NC) (SDC)
│  │  │  │  │  │
│  │  │  │  │  ├─>Ricciarda
│  │  │  │  │  │  x Pompeo Strozzi, marchese di Rocca e Cigliaro
│  │  │  │  │  │
│  │  │  │  │  └─>Ifigenia (NC) (SDC)
│  │  │  │  │  .
│  │  │  │  │  x X
│  │  │  │  │  │
│  │  │  │  │  └─>Alessandro (NC), figlio naturel (SDC)
│  │  │  │  │
│  │  │  │  ├─>Alessandro (NC) (SDC)
│  │  │  │  │
│  │  │  │  ├─>Annibale (NC) (SDC)
│  │  │  │  │
│  │  │  │  ├─>Ippolita (NC)
│  │  │  │  │  x Marcantonio Torelli, marchese di Casei e Cornale
│  │  │  │  │
│  │  │  │  └─>Porzia (NC)
│  │  │  │  .  x Massimiliano di Vescovato (cfr. Gonzaga di Vescovato)
│  │  │  │  .
│  │  │  │  x X
│  │  │  │  │
│  │  │  │  └─>Francesco (NC), figlio naturel (SDC)
│  │  │  │
│  │  │  ├─>Alessandro (NC) (SDC)
│  │  │  │
│  │  │  ├─>Filippo (NC) (SDC)
│  │  │  │
│  │  │  ├─>Giulio (NC) (SDC)
│  │  │  │
│  │  │  ├─>Cesare (NC) (SDC)
│  │  │  │
│  │  │  ├─>Chiara (NC) (SDC)
│  │  │  │
│  │  │  └─>Lucrezia (NC) (SDC)
│  │  │
│  │  └─>Gian Lodovico (NC) (SDC)
│  │
│  └─>Antonio (NC) (SDC)
│
├─>Pietro (NC) (SDC)
│
├─>Caterina (NC) (SDC)
│
└─>Filippa (NC)
.  x Ricciardo Guidi, conte di Bagno
. 
x2 Caterina Visconti, figlia di Matteo II Visconti, signore di Milano e di Gigliola di Mantova,
                      vedova do Ugolino de Mantova (cfr. Casa Gonzaga)
```